# Grand Prix Německa 1958
Grand Prix Německa 1958 (oficiálně XX Großer Preis von Deutschland) se jela na okruhu Nürburgring v Nürburgu v Německu dne 3. srpna 1958. Závod byl osmým v pořadí v sezóně 1958 šampionátu Formule 1.

## Kvalifikace
- Žlutě jsou označeny týmy, které byly součástí šampionátů Formule 2.

| Poř.   | No. | Jezdec                  | Konstruktér   | Čas      | Ztráta  |
| ------ | --- | ----------------------- | ------------- | -------- | ------- |
| 1      | 3   | Mike Hawthorn           | Ferrari       | 9:14.0   | —       |
| 2      | 8   | Tony Brooks             | Vanwall       | 9:15.0   | +1.0    |
| 3      | 7   | Stirling Moss           | Vanwall       | 9:19.9   | +5.9    |
| 4      | 2   | Peter Collins           | Ferrari       | 9:21.9   | +7.9    |
| 5      | 4   | Wolfgang von Trips      | Ferrari       | 9:24.7   | +10.7   |
| 6      | 10  | Roy Salvadori           | Cooper–Climax | 9:35.3   | +21.3   |
| 7      | 11  | Maurice Trintignant     | Cooper–Climax | 9:36.9   | +22.9   |
| 8      | 6   | Harry Schell            | BRM           | 9:39.6   | +25.6   |
| 9      | 16  | Jo Bonnier              | Maserati      | 9:42.7   | +28.7   |
| 10     | 24  | Jack Brabham            | Cooper–Climax | 9:43.4   | +29.4   |
| 11     | 12  | Cliff Allison           | Lotus–Climax  | 9:44.3   | +30.3   |
| 12     | 5   | Jean Behra              | BRM           | 9:46.8   | +32.8   |
| 13     | 23  | Phil Hill               | Ferrari       | 9:48.9   | +34.9   |
| 14     | 26  | Ian Burgess             | Cooper–Climax | 9:55.3   | +41.3   |
| 15     | 20  | Bruce McLaren           | Cooper–Climax | 9:56.0   | +42.0   |
| 16     | 21  | Edgar Barth             | Porsche       | 9:57.2   | +43.2   |
| 17     | 30  | Tony Marsh              | Cooper–Climax | 9:57.5   | +43.5   |
| 18     | 18  | Carel Godin de Beaufort | Porsche       | 10:01.5  | +47.5   |
| 19     | 28  | Ivor Bueb               | Lotus–Climax  | 10:02.6  | +48.6   |
| 20     | 17  | Hans Herrmann           | Maserati      | 10:13.5  | +59.5   |
| 21     | 29  | Brian Naylor            | Cooper–Climax | 10:17.9  | +1:03.9 |
| 22     | 22  | Wolfgang Seidel         | Cooper–Climax | 10:21.0  | +1:07.0 |
| 23     | 19  | Dick Gibson             | Cooper–Climax | 10:55.0  | +1:41.0 |
| 24     | 27  | Christian Goethals      | Cooper–Climax | 11:22.9  | +2:08.9 |
| 25     | 25  | Graham Hill             | Lotus–Climax  | 18:56.0  | +9:42.0 |
| NC     | 14  | Troy Ruttman            | Maserati      | Bez času |         |
| Zdroj: |     |                         |               |          |         |

## Závod
- Žlutě jsou označeny týmy, které byly součástí šampionátů Formule 2.

| Poř.   | No. | Jezdec                  | Konstruktér   | Počet kol | Čas/Odstoupení    | Pořadí na startu | Body |
| ------ | --- | ----------------------- | ------------- | --------- | ----------------- | ---------------- | ---- |
| 1      | 8   | Tony Brooks             | Vanwall       | 15        | 2:21:15.0         | 2                | 8    |
| 2      | 10  | Roy Salvadori           | Cooper-Climax | 15        | +3:29.7           | 6                | 6    |
| 3      | 11  | Maurice Trintignant     | Cooper-Climax | 15        | +5:11.2           | 7                | 4    |
| 4      | 4   | Wolfgang von Trips      | Ferrari       | 15        | +6:16.3           | 5                | 3    |
| 5      | 20  | Bruce McLaren           | Cooper-Climax | 15        | +6:26.3           | 12               |      |
| 6      | 21  | Edgar Barth             | Porsche       | 15        | +6:32.4           | 13               |      |
| 7      | 26  | Ian Burgess             | Cooper-Climax | 15        | +6:59.3           | 11               |      |
| 8      | 30  | Tony Marsh              | Cooper-Climax | 15        | +7:09.9           | 14               |      |
| 9      | 23  | Phil Hill               | Ferrari       | 15        | +7:45.5           | 10               |      |
| 10     | 12  | Cliff Allison           | Lotus-Climax  | 13        | +2 kola           | 24               | 0    |
| 11     | 28  | Ivor Bueb               | Lotus-Climax  | 13        | +2 kola           | 16               |      |
| Ret    | 3   | Mike Hawthorn           | Ferrari       | 11        | Spojka            | 1                |      |
| Ret    | 2   | Peter Collins           | Ferrari       | 10        | Fatální nehoda    | 4                |      |
| Ret    | 22  | Wolfgang Seidel         | Cooper-Climax | 9         | Zavěšení          | 17               |      |
| Ret    | 6   | Harry Schell            | BRM           | 9         | Brzdy             | 8                |      |
| Ret    | 27  | Christian Goethals      | Cooper-Climax | 4         | Palivové čerpadlo | 23               |      |
| Ret    | 25  | Graham Hill             | Lotus-Climax  | 4         | Olejové potrubí   | 22               |      |
| Ret    | 5   | Jean Behra              | BRM           | 4         | Zavěšení          | 9                |      |
| Ret    | 18  | Carel Godin de Beaufort | Porsche       | 3         | Motor             | 15               |      |
| Ret    | 17  | Hans Herrmann           | Maserati      | 3         | Motor             | 20               |      |
| Ret    | 7   | Stirling Moss           | Vanwall       | 3         | Dynamo            | 3                | 1    |
| Ret    | 19  | Dick Gibson             | Cooper-Climax | 2         | Motor             | 18               |      |
| Ret    | 29  | Brian Naylor            | Cooper-Climax | 1         | Palivové čerpadlo | 25               |      |
| Ret    | 24  | Jack Brabham            | Cooper-Climax | 1         | Kolize            | 19               |      |
| Ret    | 16  | Jo Bonnier              | Maserati      | 1         | Nehoda            | 21               |      |
| DNS    | 14  | Troy Ruttman            | Maserati      |           | Motor             |                  |      |
| Zdroj: |     |                         |               |           |                   |                  |      |

Poznámky
1. ↑  Stirling Moss získal jeden bod za zajetí nejrychlejšího kola.

## Průběžné pořadí po závodě
Pohár jezdců
|        | Pořadí | Jezdec        | Body |
| ------ | ------ | ------------- | ---- |
|        | 1      | Mike Hawthorn | 30   |
|        | 2      | Stirling Moss | 24   |
| 4      | 3      | Tony Brooks   | 16   |
| 1      | 4      | Peter Collins | 14   |
| 4      | 5      | Roy Salvadori | 13   |
| Zdroj: |        |               |      |

Pohár konstruktérů
|        | Pořadí | Konstruktér   | Body    |
| ------ | ------ | ------------- | ------- |
|        | 1      | Ferrari       | 37 (39) |
|        | 2      | Vanwall       | 33      |
|        | 3      | Cooper-Climax | 29      |
|        | 4      | BRM           | 12      |
|        | 5      | Maserati      | 6       |
| Zdroj: |        |               |         |